# Équipe d'Israël de football à la Coupe du monde 1970
L'Équipe d'Israël de football participa à la coupe du monde de football de 1970, ce qui constitua sa première et unique participation en coupe du monde. Pour cette première édition, Israël fut éliminé au premier tour, en inscrivant un but et en en encaissant trois.

## Résumé
Israël se présente à la coupe du monde 1970, comme le quatrième représentant asiatique à la coupe du monde (les Indes néerlandaises en 1938, la Corée du Sud en 1954, la Corée du Nord en 1966). Son parcours en phase finale se solde par deux matchs nuls et une défaite.

## Qualification

### Premier tour
Israël fut exempté de premier tour.

### Second tour (groupe 2)
Le groupe devait à l'origine contenir trois équipes : Israël, la Nouvelle-Zélande et la Corée du Nord. Après le retrait des Nord-Coréens, Israël et la Nouvelle-Zélande se disputent la place pour la finale de la zone en deux matchs, disputés à Tel-Aviv.
| 28 septembre 1969 | Israël                                           | 4 - 0 | Nouvelle-Zélande | Tel Aviv                                    |                                             |
|                   | Spiegler 48e · Spiegel 65e · Feigenbaum 72e, 86e |       |                  | Spectateurs : 26 669 Arbitrage : M. Nassiri | Spectateurs : 26 669 Arbitrage : M. Nassiri |

| 1er octobre 1969 | Israël                     | 2 - 0 | Nouvelle-Zélande | Tel Aviv                                           |                                                    |
|                  | Spiegler 24e · Spiegel 33e |       |                  | Spectateurs : 10 898 Arbitrage : M. Hadjabolhassan | Spectateurs : 10 898 Arbitrage : M. Hadjabolhassan |

### Tour final
| 4 décembre 1969           | Israël          | 1 - 0 | Australie | Ramat Gan, Tel Aviv                           |                                               |
| Historique des rencontres | Zeman 16e (csc) |       |           | Spectateurs : 41 899 Arbitrage : M. Marschall | Spectateurs : 41 899 Arbitrage : M. Marschall |

| 14 décembre 1969          | Australie   | 1 - 1 | Israël       | Sports Ground, Sydney                         |                                               |
| Historique des rencontres | Watkiss 88e |       | Spiegler 78e | Spectateurs : 32 500 Arbitrage : M. Marschall | Spectateurs : 32 500 Arbitrage : M. Marschall |

## Effectif
| Numéro / Nom       | Numéro / Nom         | Club                | Date de naissance | J.              | Buts            |                 |                 |                 |
| Gardiens de but    | Gardiens de but      | Gardiens de but     | Gardiens de but   | Gardiens de but | Gardiens de but | Gardiens de but | Gardiens de but | Gardiens de but |
| ------------------ | -------------------- | ------------------- | ----------------- | --------------- | --------------- | --------------- | --------------- | --------------- |
| 1                  | Yitzhak Vissoker     | Hapoël Petah-Tikvah | 18.09.1944        | 3               | 0               | 0               | 0               | 0               |
| 21                 | Yechiel Hameiri      | Hapoël Haïfa        | ?                 | 0               | 0               | 0               | 0               | 0               |
| 22                 | Yair Nossovsky       | Hapoël Kfar Sabah   | ?                 | 0               | 0               | 0               | 0               | 0               |
| Défenseurs         |                      |                     |                   |                 |                 |                 |                 |                 |
| 2                  | Shraga Bar           | Maccabi Netanya     | ?                 | 3               | 0               | 0               | 0               | 0               |
| 3                  | Menachem Bello       | Maccabi Tel Aviv    | ?                 | 1               | 0               | 0               | 0               | 0               |
| 4                  | David Primo          | Hapoël Tel Aviv     | 05.05.1946        | 3               | 0               | 0               | 0               | 0               |
| 5                  | Zvi Rosen            | Maccabi Tel Aviv    | ?                 | 3               | 0               | 0               | 0               | 0               |
| 6                  | Shmuel Rosenthal     | Hapoël Petah-Tikvah | 27.04.1947        | 3               | 0               | 0               | 0               | 0               |
| 16                 | Yochanan Vollach     | Hapoël Haïfa        | 14.05.1945        | 2               | 0               | 0               | 0               | 0               |
| 20                 | David Karako         | Maccabi Tel Aviv    | 09.01.1945        | 0               | 0               | 0               | 0               | 0               |
| Milieux de terrain |                      |                     |                   |                 |                 |                 |                 |                 |
| 7                  | Itzhak Shum          | Hapoël Kfar Sabah   | 01.09.1948        | 3               | 0               | 0               | 0               | 0               |
| 11                 | George Borba         | Hapoël Tel Aviv     | 12.07.1944        | 0               | 0               | 0               | 0               | 0               |
| 12                 | Yisha'ayahu Schwager | Maccabi Haïfa       | 10.02.1946        | 3               | 0               | 0               | 0               | 0               |
| 14                 | Dani Shmulevich-Rom  | Maccabi Haïfa       | 29.11.1940        | 2               | 0               | 0               | 0               | 0               |
| 18                 | Moshe Romano         | Shimshon Tel-Aviv   | 1946              | 0               | 0               | 0               | 0               | 0               |
| 19                 | Roni Shuruk          | Hakoah Ramat Gan    | ?                 | 1               | 0               | 0               | 0               | 0               |
| Attaquants         |                      |                     |                   |                 |                 |                 |                 |                 |
| 8                  | Giora Spiegel        | Maccabi Tel Aviv    | 27.07.1947        | 3               | 0               | 0               | 0               | 0               |
| 9                  | Yehoshua Feigenbaum  | Hapoël Tel Aviv     | 05.12.1947        | 3               | 0               | 0               | 0               | 0               |
| 10                 | Mordechai Spiegler   | Maccabi Netanya     | 19.08.1944        | 3               | 1               | 0               | 0               | 0               |
| 13                 | Yechezkel Chazom     | Hapoël Tel Aviv     | ?                 | 0               | 0               | 0               | 0               | 0               |
| 15                 | Rahamim Talbi        | Maccabi Tel Aviv    | ?                 | 1               | 0               | 0               | 0               | 0               |
| 17                 | Eli Ben Rimoz        | Hapoël Jérusalem    | ?                 | 0               | 0               | 0               | 0               | 0               |
| Sélectionneur      |                      |                     |                   |                 |                 |                 |                 |                 |
|                    | Emmanuel Scheffer    |                     | 01.02.1924        |                 |                 |                 |                 |                 |

## Coupe du monde

### Premier tour
| Classement final |         |     |   |   |   |   |    |    |      |
|                  | Équipe  | Pts | J | G | N | P | BP | BC | Diff |
| 1                | Italie  | 4   | 3 | 1 | 2 | 0 | 1  | 0  | +1   |
| 2                | Uruguay | 3   | 3 | 1 | 1 | 1 | 2  | 1  | +1   |
| 3                | Suède   | 3   | 3 | 1 | 1 | 1 | 2  | 2  | 0    |
| 4                | Israël  | 2   | 3 | 0 | 2 | 1 | 1  | 3  | -2   |

| 2 juin  | Uruguay | 2 | 0 | Israël  |
| 3 juin  | Italie  | 1 | 0 | Suède   |
| 6 juin  | Uruguay | 0 | 0 | Italie  |
| 7 juin  | Suède   | 1 | 1 | Israël  |
| 10 juin | Suède   | 1 | 0 | Uruguay |
| 11 juin | Israël  | 0 | 0 | Italie  |

| 2 juin 1970                       | Uruguay                  | 2 - 0 | Israël | Stade Cuauhtémoc, Puebla                      |                                               |
| 16:00 · Historique des rencontres | Maneiro 23e · Mujica 50e |       |        | Spectateurs : 20 000 Arbitrage : Bob Davidson | Spectateurs : 20 000 Arbitrage : Bob Davidson |
| 16:00 · Historique des rencontres | (Rapport)                |       |        | Spectateurs : 20 000 Arbitrage : Bob Davidson | Spectateurs : 20 000 Arbitrage : Bob Davidson |

| 7 juin 1970                       | Israël       | 1 - 1 | Suède        | Estadio Luis Dosal, Toluca                       |                                                  |
| 12:00 · Historique des rencontres | Spiegler 56e |       | Turesson 53e | Spectateurs : 10 000 Arbitrage : Seyoum Tarekegn | Spectateurs : 10 000 Arbitrage : Seyoum Tarekegn |
| 12:00 · Historique des rencontres | (Rapport)    |       |              | Spectateurs : 10 000 Arbitrage : Seyoum Tarekegn | Spectateurs : 10 000 Arbitrage : Seyoum Tarekegn |

| 11 juin 1970                      | Italie    | 0 - 0 | Israël | Estadio Luis Dosal, Toluca                               |                                                          |
| 16:00 · Historique des rencontres |           |       |        | Spectateurs : 10 000 Arbitrage : Ayrton Vieira de Moraes | Spectateurs : 10 000 Arbitrage : Ayrton Vieira de Moraes |
| 16:00 · Historique des rencontres | (Rapport) |       |        | Spectateurs : 10 000 Arbitrage : Ayrton Vieira de Moraes | Spectateurs : 10 000 Arbitrage : Ayrton Vieira de Moraes |

## Buteurs
1 but
- Mordechai Spiegler